# Dritte Impressionisten-Ausstellung 1877

Pierre-Auguste Renoir: Bal du moulin de la Galette, 1876. Musée d’Orsay, Paris

Die dritte Impressionisten-Ausstellung (von insgesamt acht Ausstellungen) der sogenannten „Peintres impressionnistes“ fand vom 5. April bis Mai 1877 in Paris statt. Insgesamt nahmen achtzehn Künstler teil. Die Ausstellung wurde im ersten Stock eines leerstehenden Gebäudes in der Rue Le Peletier Nr. 6 veranstaltet, das eigens für diesen Zweck angemietet worden war. Die Miete wurde von Gustave Caillebotte bezahlt.

## Organisation
Die Initiative zur Ausstellung ging maßgeblich von Gustave Caillebotte aus, der bereits im Januar 1877 eine Versammlung bei sich organisierte, an der u. a. Degas, Monet, Renoir, Sisley, Manet und Pissarro teilnahmen. Aufgrund einer anderweitigen Vermietung der Räume von Paul Durand-Ruel war ein neuer Ausstellungsort nötig. Schließlich wurde ein leerstehendes Appartement in der Rue Le Peletier gefunden, das sich durch seine geräumigen und gut beleuchteten Räume auszeichnete. Die Kosten der Organisation trugen im Wesentlichen Caillebotte und Henri Rouart. Die Teilnehmer mussten jeweils 350 Francs als Garantie beisteuern. Die Ausstellung wurde intensiv öffentlich beworben. Plakate kündigten sie im Stadtbild an. Vor dem Gebäude wies eine große, mit französischen Nationalflaggen geschmückte Tafel auf die Veranstaltung hin. Die Nutzung der Trikolore unterstrich die republikanische Gesinnung der Veranstalter während einer politisch angespannten Zeit in Frankreich. Der Eintrittspreis betrug zehn Sous. Trotz einiger Verkäufe fiel die Bilanz negativ aus.

## Teilnehmer

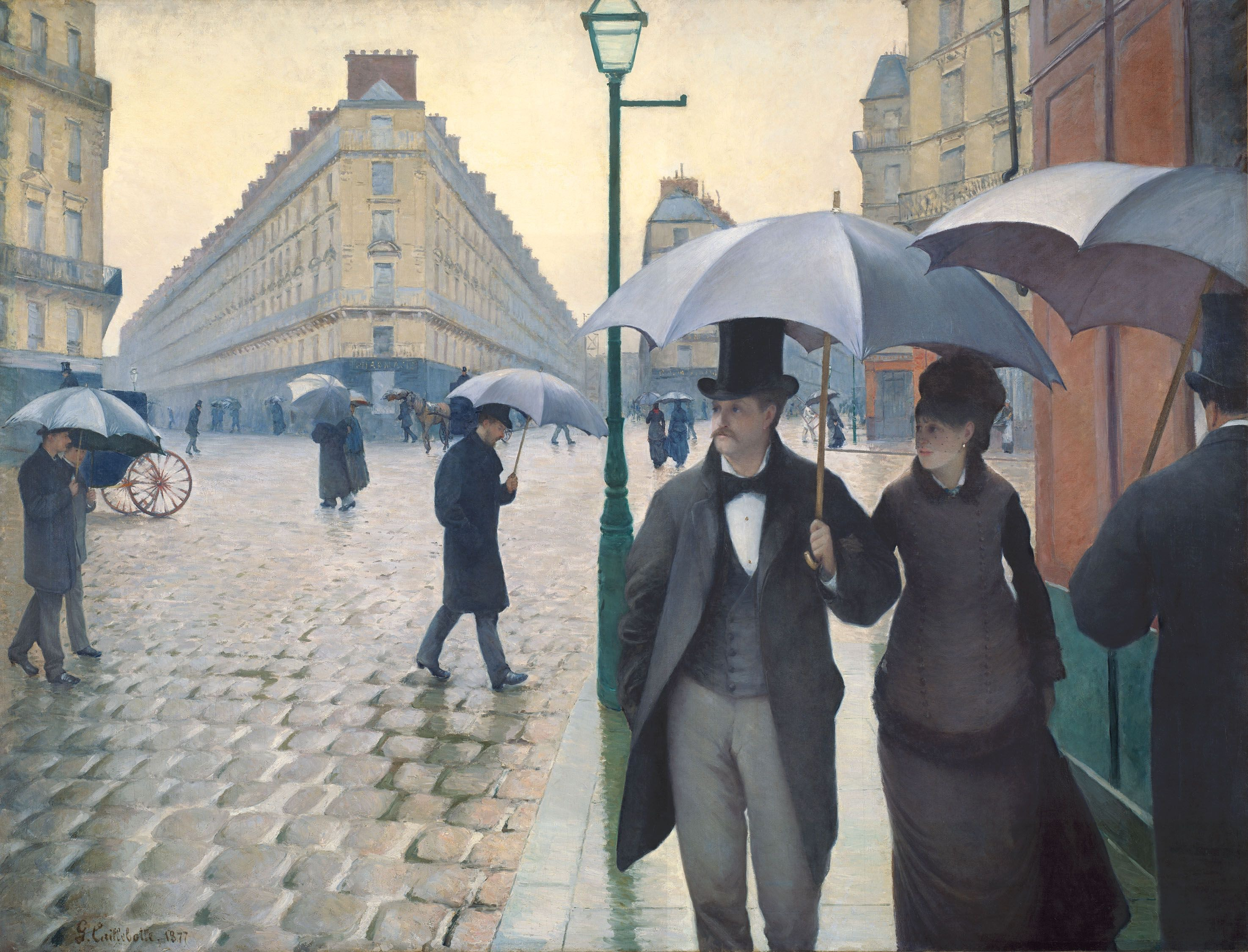
Gustave Caillebotte: Rue de Paris, temps de pluie, 1877. Art Institute of Chicago

Ein zentrales Diskussionsthema innerhalb der Gruppe war die Frage, ob eine gleichzeitige Teilnahme am offiziellen Pariser Salon mit der Ausstellung der Impressionisten vereinbar sei. Edgar Degas sprach sich entschieden gegen eine solche Doppelstrategie aus und forderte vollständige Unabhängigkeit vom Salon. Camille Pissarro und Berthe Morisot teilten diesen Standpunkt. In einem Brief lud Degas Morisot zu einer Sitzung ein, bei der diese Grundsatzfrage behandelt werden sollte.
Die folgende Liste enthält die Namen der Künstler, die an der Ausstellung teilnahmen (die Anzahl der ausgestellten Werke ist in Klammern angegeben):
- Gustave Caillebotte (6 Werke, darunter Rue de Paris, temps de pluie, Le Pont de l'Europe, Portraits à la campagne, Portrait de Camille Daurelle und Peintres en bâtiments)
- Adolphe-Félix Cals
- Paul Cézanne (16 Werke, darunter Les Baigneurs (1877) und La Tentation de Saint Antoine (1875) sowie seine Landschaften von L'Estaque)
- Frédéric Samuel Cordey
- Edgar Degas (24 Werke, darunter Portrait de jeune femme; und seine Café-Konzerte, Femmes devant un café, le soir (Pastell); L’Étoile (Pastell) 1876; Danseuse, un bouquet à la main (Pastell); Femme sortant du bain (Pastell), um 1876–1877)
- Jacques François
- Armand Guillaumin
- Franc-Lamy
- Léopold Levert
- Alphonse Maureau
- Claude Monet (35 Gemälde, darunter sieben Bilder aus der Serie La Gare Saint-Lazare, Ecke eines Teiches in Montgeron, 1876, Ecke einer Wohnung, 1875, Les Tuileries (Studie), um 1876; Les Dindons, 1877)
- Berthe Morisot (12 Werke, darunter La Psyché und Jeune femme à sa toilette, Femme à l'éventail (1876))
- Ludovic Piette
- Camille Pissarro (21 Werke, darunter La Côte des Bœufs, Les toits rouges, Coin de village, effet d’hiver; La moisson à Montfoucault (Mayenne), 1876)
- Pierre-Auguste Renoir (21 Werke, darunter La Balançoire, La Rêverie, Bal du moulin de la Galette und Portrait d'Alfred Sisley, Tête de femme Jeanne Samary, Madame Georges Charpentier, 1876–1877, La Seine à Champrosay, 1876, Madame Alphonse Daudet, 1876)
- Henri Rouart
- Alfred Sisley (17, Landschaften, darunter La Terrasse de Marly, Inondation à Port Marly, Le Pont d'Argenteuil en 1872, eine Leihgabe von Edouard Manet)
- Charles Tillot

Nicht mehr beteiligt waren u. a. Édouard Béliard, Pierre-Isidore Bureau und Léon-Auguste Ottin. Ludovic-Napoléon Lepic, Léopold Levert, Marcellin Desboutin und Jean-Baptiste Millet wandten sich stattdessen dem offiziellen Salon zu. Alphonse Legros, der 1874 zur Teilnahme eingeladen worden war, war inzwischen Professor am University College in London und ab 1881 britischer Staatsbürger.

## Rezeption

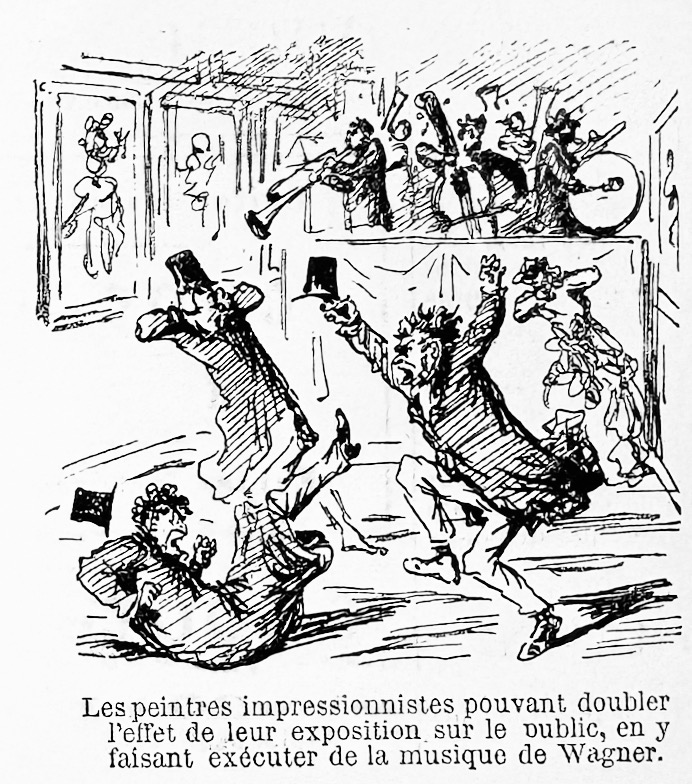
Cham (Amédée de Noé)– Le Charivari, 22. April 1877, Die impressionistischen Maler konnten die Wirkung ihrer Ausstellung auf das Publikum verdoppeln, indem sie dort Musik von Wagner spielen ließen.

Presseberichte erwähnten die aufwendig gestalteten, vergoldeten Rahmen und die dichte Hängung der Werke. Gustave Caillebotte wurde für seine aufwendig präsentierten Porträts kritisiert. Insgesamt wurden 241 Werke gezeigt. Die Ausstellung fand nicht in den Räumen von Durand-Ruel statt, wie oft fälschlich angenommen, sondern an einer separaten Adresse in derselben Straße. Die Bezeichnung „Impressionisten“ wurde bewusst beibehalten, auch um die Kontinuität der Bewegung zu betonen. Renoir berichtete später, dass er selbst auf der Verwendung des Begriffs bestanden habe.
Vor und während der Ausstellung erschien jeden Donnerstag die Zeitschrift L'Impressionniste. Journal d'Art herausgegeben, die von Georges Rivière gegründet und teilweise von Victor Chocquet redigiert wurde. Sie berichtet über Künstler und Kritiker, nicht ohne Polemiken, insbesondere mit Albert Wolff, dem Kunstkritiker des Figaro. Die Ausstellung zählt fast 8000 Besucher und wird von etwa fünfzig Zeitungen besprochen.
Émile Zola veröffentlicht am 19. April 1877 einen Bericht über die Ausstellung, in dem er die Impressionisten unterstützt: Sie alle sehen die klare und heitere Natur, ohne den Bitumen- und Sienasaft der romantischen Maler. Sie malen im Freien, eine Revolution, die ungeheure Folgen haben wird. Ihre Farben sind blond, die Töne harmonisch und ihre Erscheinung sehr originell. Außerdem hat jedes von ihnen ein sehr unterschiedliches und sehr akzentuiertes Temperament.

## Literatur

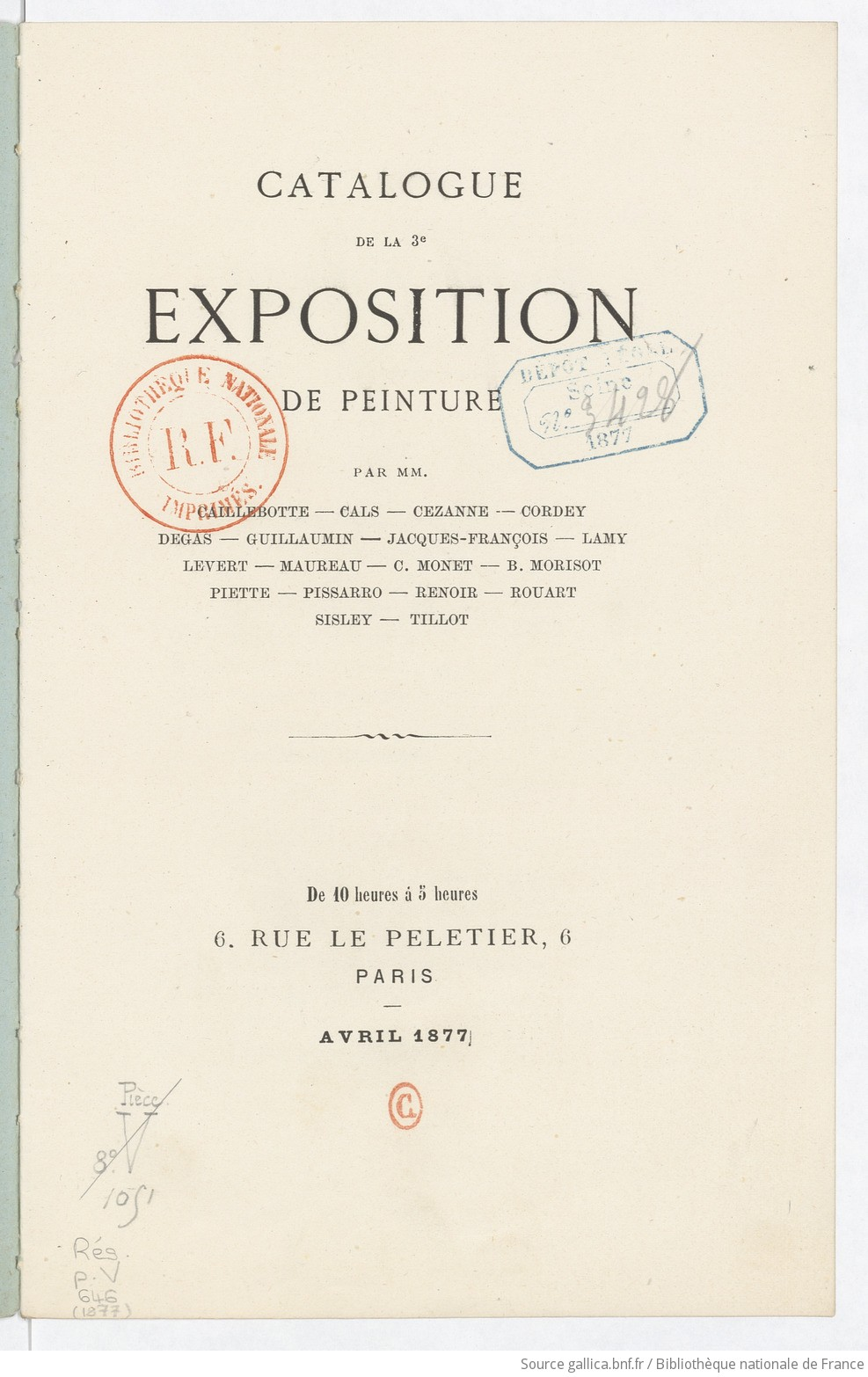
Titelblatt des Kataloges der 3. Impressionisten-Ausstellung 1877

### Ausstellungskataloge
- 1874: Société Anonyme Des Artistes Peintres, Sculpteurs, Graveurs, etc. Premiere Exposition 1874
- 1876: Catalogue de la 2e exposition de peinture
- 1877: Catalogue de la 3e exposition de peinture
- 1879: Catalogue de la 4e exposition de peinture
- 1880: Catalogue de la 5me exposition de peinture
- 1881: Catalogue de la 6me exposition de peinture
- 1882: Catalogue de la 7e exposition des artistes indépendants
- 1886: Catalogue de la 8e exposition de peinture

### Deutschsprachige Literatur
- Jean Selz: DuMont’s kleines Lexikon des Impressionismus. DuMont, Köln 1977, ISBN 3-7701-0860-4.
- Sophie Monneret: L’impressionnisme et son époque. Denoël, Paris 1978.
- John Rewald: Die Geschichte des Impressionismus. DuMont, Köln 1986, ISBN 3-7701-1166-4.
- Hans Körner: Edouard Manet, Dandy, Flaneur, Maler. Fink, München 1996, ISBN 3-7705-2931-6.
- Iris Schaefer, Caroline von Saint-George, Katja Lewerentz: Impressionismus, wie das Licht auf die Leinwand kam. Ausstellungskatalog Wallraf-Richartz-Museum & Fondation Corboud, Köln 2008, ISBN 978-8-861-30611-0.
- Norbert Wolf: Die Kunst des Salons: Malerei im 19. Jahrhundert. Prestel, München 2012, ISBN 978-3-7913-4625-0.
- Felix Krämer (Hrsg.): Monet und die Geburt des Impressionismus. Ausstellungskatalog Städel Museum, Prestel, München 2015, ISBN 978-3-7913-5414-9.

### Französische und englischsprachige Literatur
- Ruth Berson (Hg): The New Painting: Impressionism 1874–1886. Documentation, 2 Bände. Band 1: Reviews, Band 2: Exhibited works. San Francisco, 1996 (eine umfassende Darstellung des Themas ist hier zu finden).
- Achille Segard: Mary Cassatt : un peintre des enfants et des mères, 1913
- Adolphe Tabarant: Manet et ses œuvres, Paris, 1947
- Adolphe Tabarant: Pissarro, Paris, 1924
- Ambroise Vollard: Auguste Renoir, Paris, 1920
- Ambroise Vollard: Degas, Paris, 1924
- Ambroise Vollard: En écoutant Cézanne, Degas, Renoir, Paris, 1938
- Ambroise Vollard: Paul Cézanne, Paris, 1914
- Ambroise Vollard: Souvenirs d’un marchand de tableaux, Paris, Editions Albin-Michel, 1937
- Anne Distel, Anne Dayez, Michel Hoog, Charles S. Moffett: Impressionism, a centenary exhibition. Ausstellungskatalog Metropolitan Museum of Art, New York 1974, ISBN 0-87099-097-7.
- Antonin Proust: Edouard Manet. Souvenirs, Paris, 1913
- Arsène Alexandre: Durand-Ruel. Portrait et histoire d’un marchand, dans Pan, Berlin, novembre 1911
- Berhaut Marie: Caillebotte. Sa vie et son œuvre. Catalogue raisonné des peintures et pastels, 1978
- Camille Mauclair: L'impressionnisme : son histoire, son esthétique, ses maîtres, Paris, 1904
- Camille Mauclair: Trois crises de l'art actuel, Paris, 1906
- Carol Armstrong: Manet Manette. Yale University Press, New Haven 2002, ISBN 0-300-09658-5.
- Caroline Genet-Bondeville – Marianne Delafond: Berthe Morisot ou l’audace raisonnée, Paris, 1997
- Claude Monet: Mon histoire, recueillie par Thiébault-Sisson, Paris, 1998
- Daniel Halévy: Degas parle..., Paris-Genève, 1960
- Daniel Wildenstein: Claude Monet. Biographie et catalogue raisonné, Genève, 1974–1991
- Daniel Wildenstein: Monet ou le Triomphe de l’Impressionnisme, Cologne, 2003
- Denys Rioult: Les Écrivains devant l’impressionnisme : Armand Silvestre, Philippe Burty, Jules-Antoine Castagnary, Ernest Chesneau, Jules Claretie, Stéphane Mallarmé, Félix Fénéon, Paris, 1995
- Diego Martelli: Les impressionnistes et l’art moderne, textes réunis et annotés par Francesca Errico, Paris, 1979
- Edgar Allan Poe: Poèmes, traduction de Stéphane Mallarmé, avec portrait et fleuron par Edouard Manet, Paris, 1888
- Edmond Bazire: Manet, Illustrations d'après les originaux et gravures de Guérard, Paris, 1884
- Edmond Duranty: La nouvelle peinture : à propos du groupe d'artistes qui expose dans les galeries Durand-Ruel, Paris, 1876
- Émile Verhaeren: Sensations, Paris, 1928
- Émile Zola: Éd. Manet : étude biographique et critique, Paris, 1867
- Émile Zola: Exposition des œuvres de Edouard Manet : catalogue, Paris, 1884
- Émile Zola: Pour Manet, Paris, 1989
- Ernest Hoschedé: Brelan de salons, Paris, 1890
- Ernest Hoschedé: Impressions de mon voyage au Salon de 1882, Paris, 1882
- Félix Bracquemond: Du dessin et de la couleur, Paris, 1885
- Félix Fénéon: Les Impressionnistes en 1886, Paris, 1886 Florence Naugretten – Gérard Gengembre – Yvan Leclerc: Impressionnisme et littérature, Mont-Saint-Aignan, 2012
- Francesca Errico (Hrsg.): Diego Martelli, Les impressionnistes et l’art moderne, Paris, 1979
- Gary Tinterow, Henry Loyrette: Origins of Impressionism. Abrams, New York 1994, ISBN 0-8109-6485-6.
- George Moore: Modern Painting, 1893
- Georges Rivière: Le Maître Paul Cezanne, Paris, 1923
- Georges Rivière: Mr. Degas, bourgeois de Paris, Paris, 1935
- Georges Rivière: Renoir et ses amis, Paris, 1921
- Georges Serret – Dominique Fabiani: Armand Guillaumin (1841 - 1927), Catalogue raisonné de l'œuvre peint, Paris, 1971
- George T.M. Shackelford – Hayes Paul Tucker – Mary Anne Stevens: Monet au XXe siècle, Yale, 1998
- Gerard Gengembre – Yvan Leclerc – Florence Naugretten: Impressionnisme et littérature, Mont-Saint-Aignan, 2012
- Godfey Blundel et Maria Blundel: Journal de l’impressionnisme, Genève, 1973
- Gustave Cahen: Eugène Boudin, sa vie et son œuvre, Paris, 1900
- Gustave Cocquiot: Cubistes, futuristes, passéistes, Paris, 1914
- Gustave Geffroy: Claude Monet, sa vie, son temps, son œuvre, Paris, 1923
- Gustave Geffroy: Sisley, Paris, 1923
- Gustave Gachet: Deux Amis des Impressionnistes, le Dr Gachet et Murer, Paris, 1956
- Hélène Adhémar: Chronologie Impressionniste, 1863 – 1905, Paris, 1981
- Hean Leymarie – Michel Mellot: Les Gravures des impressionnistes, Paris, 1971
- Isolde Pludermacher: Eugène Boudin. Lettres à Ferdinand Martin (1861 – 1870), Honfleur, 2011
- James McNeill Whistler: Le Ten o’clock, traduction française de Stéphane Mallarmé, Paris, 1888
- Jean-Aubry G.: Eugène Boudin d'après des documents inédits, Paris, 1922
- Joris-Karl Huysmans: Certains, Paris, 1898
- Joris-Karl Huysmans: Ecrits sur l’art : 1867–1905, Paris, 2006
- Joris-Karl Huysmans: L’Art moderne, Paris, 1902
- Julie Manet: Journal, 1893–1899, 1987
- Juliet Wilson-Bareau: Manet par lui-même, Paris, 1991
- Laurent Manœuvre: Impressionnistes au féminin, Rouen, 2016
- Laurent Manœuvre: Mary Cassatt, Paris, 2018
- Laurent Manœuvre: Petit dictionnaire autobiographique Eugène Boudin, Paris, 2014
- Lionello Venturi: Les archives de l’impressionnisme, Paris, New York, 1939
- Louisine Havemeyer: Sixteen to sixty : memoirs of a collector, New York, 1961
- Marc Elder: À Giverny, chez Claude Monet, Paris, 1924
- Marcel Guérin: J.L. Forain, aquafortiste, Paris, 1912
- Marcel Guérin: L’œuvre gravé de Manet, Paris, 1944
- Marie Berhaut: Caillebotte. Sa vie et son œuvre, Catalogue raisonné, 1978
- Mary Pittaluga – Enrico Piceni: De Nittis, Milan, 1963
- Nancy Mowll Mathews: Cassatt and her circle, New York, 1984
- Nancy Mowll Mathews: Mary Cassatt : a life, 1994
- Octave Mirbeau: Des artistes, Deuxième série, Paris, 1922–1924
- Octave Mirbeau: Des artistes, Première série, Paris, 1922–1924
- Olivier Daulte – Manuel Dupertuis: Stéphane Mallarmé – Berthe Morisot, Correspondance, Paris, 2009
- Paul Cézanne: Correspondance, Paris, 1978
- Paul Duval: Canadian impressionism, Toronto, 1990
- Paul Gauguin: Oviri, écrits d’un sauvage, Paris, 1973
- Paul Valéry: Degas, danse, dessin, Paris, 1965
- Pierre Auguste Renoir: Ecrits, entretiens et lettres sur l’art, Paris, 2002
- Ruth Berson: The New Painting : Impressionism 1874–1886, Documentation, Seattle, 1996
- Stéphane Mallarmé: Autobiographie – Lettre à Verlaine, Paris, 1991
- Stéphane Mallarmé: Pages, avec un frontispice à l'eau forte par Renoir, Paris, 1891
- Stéphane Mallarmé: Vers et prose, Paris, 1893
- Théodore Duret: Histoire de Édouard Manet et de son œuvre, Paris, 1906
- Théodore Duret: Histoire de J. Mc N. Whistler et de son œuvre, Paris, 1904
- Théodore Duret: Histoire des peintres impressionnistes, Paris, 1906
- Théodore Duret: Le Peintre Claude Monet, Paris, 1880
- Théodore Duret: Les peintres impressionnistes, Paris, 1878
- Yvan Leclerc – Gérard Gengembre – Florence Naugretten: Impressionnisme et littérature, Mont-Saint-Aignan, 2012